# Stenommatius ochriventris
Stenommatius ochriventris är en tvåvingeart som först beskrevs av Becker 1915.  Stenommatius ochriventris ingår i släktet Stenommatius och familjen rovflugor.
Artens utbredningsområde är Taiwan. Inga underarter finns listade i Catalogue of Life.